# Pordic
Pordic (en bretón Porzhig) es una comuna nueva francesa situada en el departamento de Bretaña, de la región de Costas de Armor.

## Historia
Fue creada el uno de enero de 2016, en aplicación de una resolución del prefecto de Bretaña de 27 de noviembre de 2015 con la unión de las comunas de Pordic y Tréméloir, pasando a estar el ayuntamiento en la antigua comuna de Pordic.

## Demografía
| Gráfica de evolución demográfica de Pordic entre 1800 y 2014 |
|                                                              |

Los datos entre 1800 y 2014 son el resultado de sumar los parciales de las dos comunas que forman la nueva comuna de Pordic, cuyos datos se han cogido de 1800 a 1999, para las comunas de Pordic y Tréméloir de la página francesa EHESS/Cassini. Los demás datos se han cogido de la página del INSEE.

## Composición
| Comuna delegada | Código INSEE | Población (2013) | Superficie (km²) | Densidad (hab./km²) |
| --------------- | ------------ | ---------------- | ---------------- | ------------------- |
| Pordic          | 22251        | 6088             | 28.94            | 210                 |
| Tréméloir       | 22365        | 797              | 4.69             | 170                 |